# Ulica Montelupich w Krakowie
Ulica Montelupich – ulica w Krakowie, w dzielnicy V Krowodrza. Przebiega od skrzyżowania z ulicą Kamienną w kierunku południowo-wschodnim, zaś kończy się jako sięgacz.

## Historia
Ulica została wytyczona w latach 1888–1890 w związku z likwidacją pasa fortyfikacji ziemnych, zaprojektowanych pod koniec XVIII wieku prawdopodobnie przez Tadeusza Kościuszkę, a następnie zaadaptowanych w latach 1856–1859 przez austriackie władze wojskowe. Przy ulicy Montelupich 7 działało więzienie „Montelupich”.
W 1907 roku Rada Miasta Krakowa nadała ulicy obecną nazwę, dla upamiętnienia rodziny Montelupich, będącej właścicielem w XVI wieku terenu na którym znajduje się dzisiejsza ulica.

## Zabudowa
- ul. Montelupich 3 – Dawne koszary artylerii fortecznej Twierdzy Kraków, ok. 1890.
- ul. Montelupich 4 – Dawne koszary artylerii fortecznej Twierdzy Kraków, ok. 1891. Następnie Klinika Stomatologii Uniwersytetu Jagiellońskiego[a].
- ul. Montelupich 7 – Więzienie garnizonowe „Montelupich ”, ok. 1890[b].

Opracowano na podstawie źródła: Gminnej ewidencji zabytków – Kraków.